# Molophilus oregonicolus
Molophilus oregonicolus är en tvåvingeart som beskrevs av Alexander 1947. Molophilus oregonicolus ingår i släktet Molophilus och familjen småharkrankar. Inga underarter finns listade i Catalogue of Life.